# Aeródromo Caldera
El Aeródromo Caldera (OACI: SCCL) es un terminal aéreo ubicado a 3 kilómetros al sureste de Caldera, Provincia de Copiapó, Región de Atacama, Chile. Este aeródromo es de carácter público.
El Club aéreo de Caldera se estableció aquí a partir del año 2009, año que inició sus cursos de instrucción.